# Johannes Hochbaum
Johannes Theodor Albert Hochbaum (* 26. Dezember 1877 in Eisleben; † 15. April 1952 in Hamburg) war ein deutscher Generalmajor im Zweiten Weltkrieg.

## Leben
Hochbaum war der Sohn eines Justizrates und Notars. Er trat am 24. März 1898 als Fahnenjunker in das Infanterie-Regiment „Fürst Leopold von Anhalt-Dessau“ (1. Magdeburgisches) Nr. 26 der Preußischen Armee und avancierte bis Mitte August 1899 zum Leutnant. Ab dem 1. Oktober 1905 war er Adjutant des II. Bataillons, stieg Mitte September 1909 zum Oberleutnant auf und besuchte ab Oktober 1909 zur weiteren Ausbildung die Kriegsakademie in Berlin. Im Juli 1912 kehrte Hochbaum zu seinem Stammregiment zurück, wo er ab dem 1. Oktober 1913 als Hauptmann beim Regimentsstab verwendet wurde.
Bei Ausbruch des Ersten Weltkrieges wurde er am 2. August 1914 Kompanieführer im Reserve-Infanterie-Regiment Nr. 26, mit dem er sich nach dem Einmarsch in das neutrale Belgien im Oktober 1914 an der Besetzung Antwerpens beteiligte. Am 1. November 1914 wurde Hochbaum zum Stab der Militär-Eisenbahn-Direktion Lille versetzt und am 1. Juni 1915 Adjutant der Militär-Generaldirektion der Eisenbahnen in Brüssel. Am 1. Februar 1916 folgte seine Versetzung als Adjutant zur Militär-Generaldirektion der Eisenbahnen in Warschau und am 1. Juli 1916 die Versetzung zum Stab des Chefs des Feldeisenbahnwesens im Großen Hauptquartier.
Am 1. Dezember 1916 wurde Hochbaum dem türkischen Generalstab zugeteilt und als türkischer Major zum Chef des Stabes des osmanischen Generalquartiermeisters im Türkischen Großen Hauptquartier in Konstantinopel ernannt. Anfang November 1918 kehrte er nach Deutschland zurück, wurde aber bis Kriegsende nicht mehr verwendet. Für sein Wirken erhielt er neben beiden Klassen des Eisernen Kreuzes das Ritterkreuz des Königlichen Hausordens von Hohenzollern mit Schwertern, das Verwundetenabzeichen in Schwarz und das Hanseatenkreuz der Stadt Hamburg. Die Verbündeten Österreicher würdigten ihn mit dem Militärverdienstkreuz III. Klasse, dem Franz-Joseph-Orden sowie mit dem Ehrenkreuz II. Klasse für die Verdienste um das Rote Kreuz und aus dem Osmanischen Reich erhielt er den Mecidiye-Orden III. Klasse, die Liakat-Medaille in Silber mit Säbeln und den Eisernen Halbmond.
Am 18. Oktober 1919 trat er in den Stab des Freikorps Görlitz ein. Am 19. April 1920 wurde er Kompanieführer im Reichswehr-Jäger-Bataillon 5 und am 1. November 1920 Kompaniechef im Infanterie-Regiment 3. 1921 folgte seine Versetzung zum Stab des II. Bataillons im Infanterie-Regiments 3. Am 1. April 1922 zum Major befördert, diente er ab dem 1. Februar 1923 als Referent im Reichswehrministerium. Am 1. April 1927 übernahm er das Kommando über das II. Bataillon des 10. (Sächsisches) Infanterie-Regiments, wo er am 1. Februar 1928 zum Oberstleutnant befördert wurde. Am 1. Oktober 1929 folgte seine Versetzung in den Stab des 1. (Preußisches) Infanterie-Regiments sowie am 1. Februar 1931 seine Beförderung zum Oberst. Einen Monat später wurde er schließlich aus dem Dienst verabschiedet.
Am 1. Oktober 1933 wurde Hochbaum als L-Offizier und Kommandeur des Wehrbezirkskommandos Goslar angestellt, aber bereits nach einem Jahr wieder verabschiedet. Bei Ausbruch des Zweiten Weltkrieges wurde Hochbaum am 26. August 1939 zur Verfügung des Heeres gestellt. Ab dem 23. November 1940 war er Feldkommandant 757 in Paris. Nach seiner Beförderung zum Generalmajor am 1. März 1942 wurde am 31. August 1943 seine Mobilmachungsbestimmung aufgehoben.